# دیملزه (مونیکیپالیتی)
دیملزه یک شهر در آلمان است که در منطقه والدک-فرانکنبرگ واقع شده‌است. دیملزه ۵٬۳۱۷ نفر جمعیت دارد.